# Zé Maria (ur. 1949)
Zé Maria, właśc. José Maria Rodrigues Alves (ur. 18 maja 1949 roku w Botucatu) – brazylijski piłkarz. Był mistrzem świata w 1970 roku.
W czasie swojej 17 letniej (1966-1983) kariery grał w takich klubach jak: Ferroviário Botucatu, Portuguesa, Corinthians Paulista i Internacional Limeira. Zé Maria występował na pozycji prawego obrońcy. Czterokrotnie triumfował w Mistrzostwach Stanu São Paulo (1977, 1979, 1982, 1983). W latach 1968–1978 zaliczył 48 występów w reprezentacji Brazylii. Wziął udział w Mistrzostwach Świata w 1970 roku oraz w Mistrzostwach Świata w roku 1974.